# Madatyphlops
Madatyphlops es un género de serpientes ciegas perteneciente a la familia Typhlopidae. Sus especies se distribuyen desde las costas de Somalia hasta Madagascar y el archipiélago de las Comoras.

## Especies
Se reconocen las 13 siguientes:
- Madatyphlops andasibensis (Wallach & Glaw, 2009)
- Madatyphlops arenarius (Grandidier, 1872)
- Madatyphlops boettgeri (Boulenger, 1893)
- Madatyphlops calabresii (Gans & Laurent, 1965)
- Madatyphlops comorensis (Boulenger, 1889)
- Madatyphlops cuneirostris (Peters, 1879)
- Madatyphlops decorsei (Mocquard, 1901)
- Madatyphlops eudelini Hawlitschek, Scherz, Webster, Ineich & Glaw, 2021
- Madatyphlops leucocephalus (Parker, 1930)
- Madatyphlops madagascariensis (Boettger, 1877)
- Madatyphlops mucronatus (Boettger, 1880)
- Madatyphlops ocularis (Parker, 1927)
- Madatyphlops platyrhynchus (Sternfeld, 1910)
- Madatyphlops rajeryi (Renoult & Raselimanana, 2009)